# Chiesa della Beata Vergine della Misericordia (Castelnovo di Sotto)
La Chiesa della Beata Vergine della Misericordia è un edificio religioso cattolico che sorge nel centro di Castelnovo di Sotto in Emilia-Romagna. La costruzione occupa lo spazio di un antico oratorio, terminato nel 1598, voluto dalla Confraternita della Misericordia e dedicato alla Natività della Beata Vergine.
Dagli '90 del XX secolo di proprietà dell'amministrazione comunale, è cornice di diverse iniziative culturali, quali mostre e concerti di musica classica. Si svolgono funzioni religiose in occasioni particolari quali matrimoni e riti mariani.

## Storia
L'oratorio ultimato nel 1598 sostituì un precedente oratorio distrutto nel 1955 a causa di eventi bellici.
Nel 1806, a seguito del terremoto, si provvede all'innalzamento del fronte della facciata.

## Interno
Lo spazio interno non è caratterizzato da colonne, ma da lesene che lo scandiscono in modo simmetrico fino all'altare maggiore.
Successivamente abbellito da pregevoli quadri come il "Crocifisso" di Palma il Giovane e la "Natività della Madonna" di Lionello Spada, restaurati nel 1977 e dalla "Madonna del Rosario" (1602) di Lorenzo Franchi.
Ospita altri pregevoli dipinti di Lorenzo Franchi pittore Bolognese che operò e morì nel Reggiano nel 1632 circa.
Da segnalare la statua di San Giuseppe in terracotta dello scultore reggiano Francesco Pacchioni (1560-1631) e i 6 paliotti in scagliola policroma, di cui uno firmato Giovan Battista Guerra, collocati ai piedi di 4 dei 7 altari.

## Esterno
L'attuale decorazione pittorica sulla facciata, attribuita allo scenografo reggiano Cesare Cervi, risale al 1869. A quest'epoca risalgono anche i tre piccoli pilastri sulla cima del frontone. La facciata è ripartita in due ordini sovraesposti: ionico e corinzio, con paraste e cornici sagomate e sporgenti. Il largo impiego d'elementi convenzionali quali ghirlande, nicchie, mensole e finto parametro, ha permesso ugualmente di ottenere una decorazione nell'insieme ben strutturata e armoniosa.
Notevole, all'ingresso dell'attuale Via Gramsci, è l'effetto del finto atrio d'accesso in contrapposizione con la parte superiore alleggerita dalla finestra già esistente e dalle finte nicchie.
Il punto di vista prospettico spostato verso destra valorizza la funzione di cannocchiale ottico.